# Liparochrus darlingtoni
Liparochrus darlingtoni är en skalbaggsart som beskrevs av Renaud Maurice Adrien Paulian 1980. Liparochrus darlingtoni ingår i släktet Liparochrus och familjen Hybosoridae. Inga underarter finns listade i Catalogue of Life.